# Assassinat de Farkhunda Malikzada
L'assassinat de Farkhunda Malikzada (en persa: فرخنده), una dona afganesa de 27 anys, va ocórrer a Kabul el 19 de març de 2015. El crim va ser instigat presumptament per un grup de mul·làs fora d'una mesquita cèntrica de la capital afganesa, que van mentir acusant la dona de cremar una còpia de l'Alcorà quan ella els havia acusat de vendre amulets. La recerca policial va revelar que Farkhunda no va cremar res. La seva mort va donar lloc a 26 detencions, i a protestes encapçalades per activistes a favor dels drets de les dones.

## Els fets
Farkhunda treballava com a professora de religió a la mesquita xiïta del Rei de les Dues Espases, situada molt a prop del centre de Kabul i del riu del mateix nom. A la mateixa zona es troben ambaixades així com el palau presidencial del país. Segons la versió oficial, Farkhunda hauria denunciat mul·làs que venien ta'wiz (una espècie d'amulets) fora del recinte religiós, els quals van atiar els transeünts en contra de la dona, acusant-la falsament d'haver cremat una còpia de l'Alcorà. La multitud es va llançar en contra de Farkhunda i la va portar a una àrea propera als marges del riu Kabul on va iniciar el seu linxament.
Després de copejar, llançar-li objectes i lapidar Farkhunda, un conductor li va passar damunt una camioneta Toyota, la multitud la va portar damunt d'un pont on li va calar foc al seu cos. Un testimoni presencial va dir que la gent cantava consignes anti-estatunidenques i anti-democràcia mentre copejava Farkhunda.
Molts dels presents duien els seus telèfons mòbils, per la qual cosa existeixen vídeos publicats a la xarxa que mostren l'atac.

## Funeral
El 22 de març un grup de dones vestides de negre va carregar el taüt de Farkhunda des d'una ambulància fins a un lloc d'oració i després a un cementiri. Això va significar una ruptura amb les tradicions islàmiques, que estableixen que els funerals són realitzats i atesos per homes.

## Protestes
El 23 de març centenars de dones van protestar pel crim, exigint que el govern perseguís els responsable de la mort de Farkhunda. El crim va suposar una causa d'unió entre els grups d'activistes pels drets de les dones de l'Afganistan. El dimarts, 24 milers de persones van protestar contra l'atac davant del Ministeri afganès de Justícia a Kabul.
Passats 40 dies de l'assassinat, centenars de persones van acudir a l'exterior de la mesquita on van ocórrer els fets i van fer una representació del linxament. L'actriu Lina Alam va fer el paper de la víctima, com a forma de protesta. Altres dones van lluir pancartes clamant justícia per als culpables i algunes van lluir el rostre pintat de vermell, representant els últims moments de vida de la víctima en els quals llueix amb el rostre absolutament ensangonat.

## Reaccions
El pare de la dona va al·legar que la policia podria haver fet més per salvar Farkhunda. El Ministeri de l'Afganistan de Hajj i Assumptes Religiosos no va trobar proves que la víctima hagués cremat l'Alcorà. El president de l'Afganistan, Ashraf Ghani, va ordenar una comissió per investigar l'assassinat, i va qualificar els fets com a "abominables". També va declarar que la tragèdia demostra que la policia de l'Afganistan està més ocupada en la insurrecció talibana que en els assumptes locals. Nur ul-Haq Ulumi, ministre de l'interior de l'Afganistan, va dir el 23 de març que vint-i-sis persones havien estat detingudes amb relació a l'assassinat.
Estudiants de l'islam a l'Afganistan van expressar la seva indignació pel crim. Ahmad Ali Jebreili, membre del Consell de la Ulama de l'Afganistan, encarregat d'administrar la llei islàmica, va condemnar l'atac, acusant-ho de contravenir l'Islam. Haji Noor Ahmad, un clergue local, va dir: "les persones vénen i executen una persona arbitràriament, això està totalment prohibit i fora de la llei". Malgrat tot, alguns van justificar el seu assassinat, i van expressar la seva ràbia pública. Abu Ammaar Yasir Qadhi, un ulema conservador prominent, va expressar el seu horror a la seva pàgina de Facebook i va dir: "Un senyal d'una nació civilitzada és com tracta les seves dones. Espero que Al·là restauri l'honor i el respecte que les dones mereixen en les nostres societats!"